# Hernandarioides plana
Genre
Synonymes
- Kaluga Goodnight & Goodnight, 1942

Espèce
Synonymes
- Kaluga elongata Goodnight & Goodnight, 1942

Hernandarioides plana, unique représentant du genre Hernandarioides, est une espèce d'opilions laniatores de la famille des Ampycidae.

## Distribution
Cette espèce est endémique de la province de Chiriquí au Panama. Elle se rencontre vers Bugaba et Casita Alta.

## Description
La femelle holotype mesure 6 mm.

## Systématique et taxinomie
Cette espèce a été décrite par Pickard-Cambridge en 1905.
Kaluga elongata a été placée en synonymie par Goodnight et Goodnight en 1947.
Ce genre a été décrit par Pickard-Cambridge en 1905 dans les  Gonyleptidae. Il est placé dans les Ampycidae par Benavides, Pinto-da-Rocha et Giribet en 2021.
Kaluga a été placée en synonymie par Goodnight et Goodnight en 1947.

## Publication originale
- Pickard-Cambridge, 1905 : « Order Opiliones. » Biologia Centrali-Americana, Zoology, Arachnida - Araneida and Opiliones, vol. 2, p. 561–610 (texte intégral).